# Robert Reif
Robert Reif (* 4. Oktober 1987) ist ein österreichischer Politiker (NEOS – Das Neue Österreich und Liberales Forum). Seit dem 17. Dezember 2019 ist er Abgeordneter zum Landtag Steiermark.

## Leben
Robert Reif besuchte nach der Volksschule in Pöls die Hauptschule in Oberzeiring, von 2002 bis 2005 die HTBLA Kaindorf und von 2005 bis 2008 die Fachschule für Maschinenbau an der Höheren Technischen Lehranstalt in Zeltweg.
2008/09 war er Angestellter beim Rechtsdienstleister D.A.S. Rechtsschutz, anschließend bei einem Versicherungsmakler und als Montagetischler tätig. 2009/10 war er Trainer und Berufsfeuerwehrmann in der Feuerwache Ra’s al-Chaima in den Vereinigten Arabischen Emiraten. Nach der Rückkehr nach Österreich war er Maschinenführer und Inhaber eines Kaffeehauses. Ab 2014 besuchte er die Spar-Akademie und legte 2017 die Meisterprüfung ab. 2018 wurde er Marktleiter eines Spar-Marktes.

### Politik
Seit der Europawahl 2019 ist er für NEOS aktiv. Bei der Nationalratswahl 2019 war er auf Platz 24 im Landeswahlkreis Steiermark und auf dem dritten Platz im Regionalwahlkreis Oststeiermark gereiht.
Bei der Landtagswahl 2019 kandidierte er hinter Spitzenkandidat Nikolaus Swatek auf dem zweiten Listenplatz. NEOS erreichten bei der Wahl ein Grundmandat im Landtagswahlkreis 1 und konnten damit mit zwei Abgeordneten erstmals in den Landtag Steiermark einziehen. Am 17. Dezember 2019 wurde Reif zu Beginn der XVIII. Gesetzgebungsperiode als Abgeordneter angelobt. Für NEOS Steiermark fungiert er als Regionalmanager im Murtal und ist er Mitglied der Themengruppen Kultur und Jugend sowie Nachhaltigkeit.